# Mimitsu Maru
Le Mimitsu Maru (美々津丸, Mimitsu Maru) est un ferry ayant appartenu à la compagnie japonaise Marine Express. Construit de 1973 à 1974 par les chantiers Naikai Zōsen de Setoda, il est mis en service en mars 1974 sur les liaisons de la compagnie Nippon Car Ferry entre les îles d'Honshū et de Kyūshū. Transféré en 1990 au sein de Seacom Ferry puis en 1992 dans la flotte de Marine Express, il reste exploité sur la desserte de Kyūshū jusqu'à son retrait en 1997. Vendu à la compagnie philippine Negros Navigation, il est exploité sur des croisières touristiques vers l'île de Boracay sous le nom de Mary, Queen of Peace. Converti en hôtel flottant à la fin de sa carrière, il est ensuite laissé à l'abandon en raison de la situation financière préoccupante de Negros Navigation. Vendu à la démolition en 2008, il est finalement échoué sur les plages d'Alang en Inde.

## Histoire

### Origines et construction
En 1971, la compagnie Nippon Car Ferry inaugure ses lignes inter-îles entre Honshū et Kyūshū. À l'occasion, l'armateur avait fait construire six car-ferries aux caractéristiques voisines et mis en place un réseau partant des régions du Kantō et du Kansai vers la préfecture de Miyazaki. Rapidement, la compagnie décide de la construction de deux nouveaux navires inspirés des précédents pour sa ligne phare entre Kawasaki et Hyūga. 
D'une conception similaire à celle de leurs prédécesseurs, les futurs Takachiho Maru et Mimitsu Maru affichent cependant des dimensions plus élevées avec leur longueur d'environ 160 mètres. À l'instar des précédents navires, ils sont davantage orientés vers le transport des passagers avec une capacité d'environ 1 000 passagers et 150 véhicules. Mais leur évolution significative par rapport à la précédente génération est leur appareil propulsif nettement plus puissant, permettant d'atteindre des vitesses avoisinant les 25 nœuds en service.
Pour permettre une mise en service simultanée des deux navires à l'horizon 1974, leur réalisation est confiée à deux chantiers différents. Le Mimitsu Maru est ainsi construit par les chantiers Naikai Zōsen de Setoda dans la préfecture de Hiroshima. Le navire est lancé le 12 novembre 1973 et achevé les mois suivants. Il est ensuite livré à Nippon Car Ferry en février 1974. Le Mimitsu Maru et son jumeau ont par ailleurs la particularité d'avoir leur nom entièrement écrit en kanjis, là où les autres navires de la marine marchande japonaise contemporaine ont leurs noms écrits plutôt en hiraganas ou en katakanas.

### Service

#### Nippon Car Ferry/Seacom Ferry/Marine Express (1974-1997)
Le Mimitsu Maru est mis en service en mars 1974 entre Kawasaki et Hyūga. Naviguant à environ 25 nœuds, le navire et son jumeau sont alors les plus rapides du Japon. Leur vitesse permet de réduire le temps de traversée de 5 heures.
Le 7 juillet 1978 vers 20 heures, le navire est victime d'une avarie au niveau de son moteur tribord alors qu'il se trouve dans la baie de Tokyo. Sur son unique moteur bâbord, le car-ferry parvient à regagner Kawasaki. L'origine de la panne sera plus tard attribuée à une négligence malgré une inspection effectuée du 3 au 7 juillet.
Le 29 juillet 1983, alors que le Mimitsu Maru navigue au large du cap Ashizuri, un incendie se déclare au niveau du sauna homme à 0h35. Alors que les 207 passagers sont mis en sécurité sur les ponts supérieurs, le navire fait demi tour en urgence vers Hyūga. Le sinistre est finalement maitrisé et éteint par l'équipage au bout de deux heures. Aucun passager n'a été blessé et les véhicules présents dans les garages n'ont pas été endommagés. La cause de l'incendie sera imputée à une surchauffe provoquée par une défaillance du thermostat du radiateur électrique du sauna.
Le 14 février 1989 vers 4h43, le navire est heurté par le cargo Favao au large du cap Shiono alors qu'il naviguait entre Kawasaki et Hyūga. Le choc occasionne sur le Mimitsu Maru un enfoncement de 17 mètres au niveau du flanc tribord arrière ainsi qu'une déchirure de 5 mètres. Le cargo est pour sa part endommagé sur son tribord avant. La cause de l'accident serait due à une erreur de navigation de la part de l'équipage du Favao durant la manœuvre visant à éviter le car-ferry mais aussi parce qu'il n'avait pas signalé sa présence.  
Vers la fin des années 1980, le navire subit une refonte durant laquelle son mat arrière, qui se trouvait initialement sur la cheminée, est déplacé derrière celle-ci.
En 1990, Nippon Car Ferry, en proie à d'importantes difficultés financières, est rachetée par la société Seacom. Le Mimitsu Maru, à l'instar des autres navires de la flotte, est alors transféré au sein de la nouvelle entité Seacom Ferry, reprenant les activités de Nippon Car Ferry. 
En 1992, Seacom Ferry rompt toutefois ses relations avec sa maison mère. La compagnie change une nouvelle fois de nom et devient Marine Express. À l'occasion, la coque du navire est repeinte en rouge. 
En novembre 1992, la mise en service du nouveau Pacific Express sur la ligne de Kawasaki entraîne le déplacement du Mimitsu Maru sur la ligne entre Ōsaka et Miyazaki. 
Supplanté à nouveau en juillet 1997 par l‘Osaka Express, il est retiré de la flotte puis vendu en août à la compagnie philippine Negros Navigation.

#### Negros Navigation (1997-2008)
Renommé Mary, Queen of Peace, le navire est transformé afin de porter sa capacité à 2 158 personnes. Il est exploité depuis Manille vers l'archipel du Visayas et plus particulièrement l'île de Boracay. À l'époque, le navire dispose des moteurs les plus puissants en service sur les lignes inter-îles philippines, sa vitesse est toutefois fixée à 20 nœuds afin de limiter sa consommation de carburant.
À la fin des années 2000, il est retiré du service et reconverti en hôtel flottant à Boracay. Mais en raison des difficultés financières de Negros Navigation, le Mary, Queen of Peace est peu à peu laissé à l'abandon. En janvier 2008, il est finalement vendu à la démolition. Rebaptisé Da Fa, il est échoué le 29 janvier sur la plage d'Alang, en Inde, et démantelé les mois suivants.

## Aménagements
Le Mimitsu Maru possédait 9 ponts. Si le navire s'étend en réalité sur 10 ponts, l'un d'entre eux était inexistant au niveau du garage afin de permettre au navire de transporter du fret. Les locaux passagers occupaient principalement les ponts 5 et 6 ainsi qu'une partie du pont 4 tandis que le pont 7 était consacré à l'équipage. La totalité du pont 3 et l'arrière du pont 4 abritait quant à eux le garage.

### Locaux communs
Au cours de sa carrière sous pavillon japonais, les passagers avaient à leur disposition un restaurant-cafétéria, un bar-pub, un izakaya, une salle de jeux, un cinéma, un sauna ainsi qu'un coin enfants.
À la suite de sa vente aux Philippines, la disposition des installations ne connaît pas de changements particuliers.

### Cabines
Au début de sa carrière, le Mimitsu Maru était équipé de deux suites à deux personnes et 42 cabines luxe à deux, 38 cabines de 1re classe à quatre de style occidental, six à quatre et deux à six de style japonais. Le navire disposait aussi de 740 places en couchettes en classe Touriste.
Après le rachat du navire, le type et la répartition des cabines ne semble pas avoir été modifié, mais il est probable que le nombre de couchettes ait été augmenté.

## Caractéristiques
Le Mimitsu Maru mesurait 159,52 mètres de long pour 21,50 mètres de large, son tonnage était à l'origine de 9 551 UMS avant d'être abaissé en 1997 à 7 610 UMS. Il pouvait embarquer dans sa configuration initiale 1 018 passagers puis 2 158 après sa transformation. Il possédait un garage pouvant contenir 150 véhicules particuliers ainsi que 62 remorques de 8 mètres. Le garage était accessible par deux portes rampes axiale, l'une située à la proue et l'autre à la poupe. La porte avant sera toutefois condamnée lors des travaux de 1997 et la porte arrière sera installée du côté tribord. La propulsion du Mimitsu Maru était assurée par deux moteurs diesels semi-rapides Mitsubishi-MAN V9V52/55 développant une puissance de 26 480 kW entrainant deux hélices faisant filer le bâtiment à une vitesse de 25,6 nœuds. Il était également doté d'un propulseur d'étrave et d'un stabilisateur anti-roulis à aileron repliable. Les dispositifs de sécurité se composaient essentiellement de radeaux de sauvetage.

## Lignes desservies
Lors de ses services successifs au sein de Nippon Car Ferry, Seacom Ferry et Marine Express, de 1974 à 1997, le Mimitsu Maru a relié les îles d'Honshū et de Kyūshū, d'abord sur la lignes Kawasaki - Hyūga, puis Ōsaka - Miyazaki de 1992 à 1997.
Le navire a ensuite servi aux Philippines pour la compagnie Negros Navigation entre Manille et l'archipel du Visayas de 1997 jusqu'à la fin des années 2000.